# Людвіг фон Шредер (адмірал)
Август Людвіг фон Шредер (нім. August Ludwig von Schröder; 17 липня 1854, Еггезін — 23 липня 1933, Берлін) — німецький військово-морський діяч, адмірал. Кавалер ордена Pour le Mérite з дубовим листям.

## Біографія
Людвіг Шредер — четвертий син, з п'яти дітей, Карла і Альбертіни Шредер. Походив з дворянського роду. Син землевласника. Євангельського віросповідання. 17 Февраля 1912 році Шредер був зведений в спадкове дворянство Королівства Пруссія і отримав право використовувати почесну приставку «фон».
У 1860 році Людвіг починає навчання, спочатку з домашніми вчителями, а потім в школі в сусідньому Еггісені. 1864 року він перейшов в середню школу Фрідріха-Вільгельма. У свою чергу, крім школи, він отримував і приватні уроки. 1871 року він завершив свою шкільну освіту, і подальшу долю пов'язує з флотом.
31 травня 1871 року Шредер вступив кадетом в Імператорський морський флот. В середині червня 1871 року на вісім місяців вирушає в плавання на навчальному кораблі SMS Niobe. Потім в навчальних походах на інших кораблях. З жовтня 1874 року по вересень 1875 року навчався в морському училищі, після здачі іспитів отримав звання лейтенанта. Спочатку він отримує призначення ротним командиром в морську дивізію, а потім, на 3 місяці, переведений на броненосний фрегат SMS Deutschland. 22 серпня 1876 року призначений ад'ютантом і сигнальним офіцером на корабель SMS Kronprinz. Надалі він служив офіцером на різних кораблях, в тому числі командував посильним судном SMS Blitz, навчальним кораблем SMS Moltke, а також важким крейсером SMS Vineta, а потім прийняв командування крейсерською дивізією Вест-Індійської військово-морської станції. З 1 жовтня 1907 року по 24 вересня 1910 року Шредер очолював 2-у ескадру Флоту відкритого моря, потім став начальником військово-морської станції Балтійського моря. 27 січня 1911 був Шредер проведений в адмірали. 1913 року він вийшов у відставку.
Після початку Першої світової війни 2 серпня 1914 року. Шредер був повернутий на дійсну службу і призначений командиром морської піхотної дивізії, якою командував до 28 листопада 1914 року. Частини під його командуванням зіграли видатну роль у взятті Антверпена в жовтні 1914 року. Одночасно з 15 листопада 1914 року Шредер командував морським корпусом «Фландрія» — залишався на цій посаді до самого кінця війни; в його підпорядкуванні знаходилися всі наземні морські частини в цьому регіоні. У грудні 1914 року брав участь в битві на Іпрі.
Під час загального наступу союзників в жовтні 1918 року корпус Шредера прославився наполегливою обороною військово-морських баз у Брюгге, Остенде і Зеебрюгге.
Дії Шредера зробили його національним героєм, німецькі газети назвали його Левом Фландрії.
У самому кінці війни Шредер був призначений начальником військово-морської станції «Остзеє». Отримав від Вільгельма ll наказ вжити рішучих заходів проти повсталих моряків в Кілі. На нараді з рейхсканцлером принцом Максом Баденським виступив за прийняття вкрай жорстких заходів по відношенню до бунтівників, але урядом підтриманий не був. Після закінчення війни 12 грудня 1918 звільнений у відставку.
Бельгія зажадала його видачі як військового злочинця, проте німецький уряд відмовився видати Шредера. У 1920-х роках він займав пост 1-го голови Національної спілки німецьких офіцерів (NVDO). 1921 року Шредер для нагородження солдатів, які брали участь в бойових діях у Фландрії заснував Фландрійський хрест. Він був відповідальний за видачу документів до цієї нагороди, а саму нагороду нагороджені замовляли своїм коштом.
Шредер помер 23 липня 1933 року в Берліні. Йому були влаштовані державні похорони, на прощанні з адміралом був присутній особисто Адольф Гітлер.

## Сім'я
25 Жовтня 1881 Людвіг Шредер одружився. Його дружина Анна, уроджена Лемке. У подружньої пари було п'ятеро дітей. Анна Шредер померла 3 січня 1924 року в Берліні, після 43 років спільного життя.

## Нагороди
- Орден Корони (Пруссія) 4-го, 3-го, 2-го і 1-го класу
- Орден Червоного орла 4-го, 3-го, 2-го і 1-го класу з дубовим листям
- Столітня медаль (1897)
- Хрест «За вислугу років» (Пруссія) (1904)

### Перша світова війна
- Залізний хрест 2-го і 1-го класу
- 3 Ганзейські Хрести (Гамбург, Бремен і Любек)
- Орден Червоного орла 1-го класу з дубовим листям
- Орден Корони (Пруссія) 1-го класу
- Кавалер Великого хреста ордена «За заслуги» (Баварія) з мечами
- Кавалер Великого хреста ордена Альберта (Саксонія) із золотою зіркою і мечами
- Кавалер Великого хреста ордена Вюртемберзької корони з мечами
- Pour le Mérite (20 жовтня 1915) з дубовим листям (23 грудня 1917)
- Почесний громадянин міста Юкермюнде (1917)

### Міжвоєнний період
- Фландрійський хрест